# Frank Tate
Frank Tate, född den 27 augusti 1964 i Detroit, USA, är en amerikansk boxare som tog OS-guld i welterviktsboxning 1984 i Los Angeles. I finalen vann han över kanadensaren Shawn O'Sullivan med 5-0.